# Zaziemskie światy
Zaziemskie światy. Pierwszy lot międzyplanetarny – powieść Władysława Umińskiego ukończona w 1948 r., lecz wydana dopiero w 1956 r. Jest to ostatnia wydana pozycja Umińskiego, a także ostatnia pozycja opublikowana nakładem oficyny Gebethner i Wolff.
Jest jedną z nielicznych powieści fantastycznonaukowych wydanych w Polsce w latach 50. Osią fabuły jest podróż z Ziemi na Wenus.

## Historia powstania i edycji
Książka początkowo nosiła tytuł Wyprawa na Wenus i była napisana na zamówienie konspiracyjnego wydawnictwa Wisła.
Kamila Budrowska pisze, że autor ukończył powieść jeszcze w czasach okupacji. Książka została skierowana do druku 1948 r., i następnie zatrzymana przez cenzurę w styczniu 1949 r. Została uwolniona dopiero w 1956 r., stając się ostatnią pozycją wydaną przez wydawnictwo Jana Gebethnera (zarejestrowana w dokumentach 11 sierpnia 1956 r.; wydana ze wsteczną datą wydania 1948 w nakładzie siedmiu tysięcy egzemplarzy w wydawnictwie Gebethner i Wolff, które oficjalnie zamknięto już w 1950 r.).

## Fabuła
Powieść opisuje pierwszy w dziejach międzyplanetarny lot – na Wenus, gdzie Ziemianie napotykają rozwiniętą cywilizację ludzi, którzy osiedlili się tam po opuszczeniu Atlantydy. Pierwsza część ma charakter bardziej przygodowy, obejmuje przygotowania do startu i lot, następnie akcja ustępuje miejsca opisowi utopii.
Załoga statku składa się osób reprezentujących różne typy i charaktery (chemik z pomocnikiem, wynalazca, astronom, przedstawiciel Ministerstwa Wojny, wojskowy – wysłannik rządu USA, astronom, milioner i para młodych nowożeńców, ze służącą). Mieszkańcy Wenus rządzeni przez „Wielkiego Maga” uważają się za bardziej zaawansowanych od Ziemian, porzuciwszy cywilizację czy kulturę związaną z nadmiernym zaspokajaniem potrzeb materialnych, i żyjąc „w zgodzie z naturą” (są m.in. zwolennikami wegatarianizmu). W zamian rozwinęli moce psychiczne (telepatia, telekinezja; ta ostatnia jest też wykorzystywana jako źródło energii dla ich maszyn). Nie interesują się nowinkami technicznymi, pracują natomiast nad swoim rozwojem duchowym. Sami się siebie nazywają „półbogami” lub „synami słońca”. Krytycznie oceniają zachowania Ziemian (Wielki Mag zauważa, że ludzkość tkwi w „głębokim barbarzyństwie”). Wenusjańska przyroda jest bardziej dzika, niż ziemska, a przez to dziewicza i niebezpieczna z punktu widzenia Ziemian.
Powieść jest osadzona w tym samym uniwersum co wcześniejsza powieść Umińskiego, Na drugą planetę.

## Odbiór
Książka została opisana jako niezbyt popularna.

## Analiza
Henryk Dubowik zaliczył utwór do nurtu ascetycznego literatury utopijnej, a Antoni Smuszkiewicz do utopii eskapistycznych. Zdaniem Macieja Wróblewskiego autor „umiejętnie połączył konwencję powieści science fiction z przygodową”. Tekst posiada bogatą warstwę informacyjną z zakresu kosmologii, astrofizyki, biologii, chemii i historii. Treści utopijne dotyczą kwestii moralnych, kwestie społeczno-polityczne są potraktowane marginalnie. Wzorem Platona potomkowie Atlantydów rządzeni są przez „najmądrzejszych”.
Niedługo o ukazaniu się, w 1959 r. książkę skrytykowała Krystyna Kuliczkowska, pisząc, że „świadczy [ona] o zaniku tych walorów znawczych, które były najcenniejsze we wcześniejszej twórczości [Umińskiego]. Sens pseudofilozoficznych dywagacji rozsnutych w całym utworze sprowadza się do prymitywnego potępienia cywilizacji materialnej i do apoteozy biernej kontemplacji, mającej stanowić ideał dążeń człowieka na najwyższym szczeblu duchowego rozwoju”.
Antoni Smuszkiewicz w 1982 r. pisze, że powieść „zasadniczo nie odbiega od najlepszych dokonań autora z końca XIX w.”, a nawet stanowi pewien regres w stosunku do nich. Ponad osiemdziesięcioletni pisarz „nie potrafi spojrzeć na nowe odkrycia i wynalazki oczyma dawnego pozytywistycznego entuzjasty wiedzy i postępu. Niechętnie patrzy na rozwój cywilizacji materialnej, zwraca natomiast uwagę na wewnętrzny, duchowy rozwój człowieka”. Taki rozwój oraz społeczna harmonia mogą zostać odnalezione dzięki kontemplacji i poszukiwaniu wewnętrznego ładu, które pomogą „pogodzić się z samym sobą i otaczającym światem”, zamiast podążać drogą ciągłych poszukiwań i zmagań się z rzeczywistością. Apeluje też o niezaniedbywanie wartości moralnych. Choć uwzględnia najnowsze zdobycze techniki – radar czy energię atomową, to konstrukcja fabuły i użycie elementów fantastycznych „przemawiają raczej za przynależnością utworu jeszcze do epoki Verne’a”. Dwa lata później Smuszkiewicz zauważa, że tekst ten jest "świadectwem porażki ideałów życiowych, załamania wiary w doskonalenie moralne człowieka" i równocześnie, że jest to "jedna z najostrzejszych antyutopii lat pięćdziesiątych".
Kilka lat później Andrzej Niewiadowski i Smuszkiewicz oceniają, że doświadczenia II wojny światowej były „bolesnym ciosem dla pozytywistycznego światopoglądu” wiekowego pisarza i sprawiły, że dokonał „ideologicznego zwrotu” i „rewolucyjnej zmiany”, porzucając wizję postępu niesionego przez cywilizację naukowo-techniczną na rzecz apologezy duchowego przeobrażenia człowieka.
Innym znaczącym przesłaniem powieści jest wizja, że „życie przepełnia Wszechświat”.
Niewiadowski pisze, że autor zrezygnował z wydania powieści w latach 40. postawiony przed koniecznością jej przeredagowania zgodnie z nakazami socrealizmu. Krytyk stawia też tezę, że autor, pisząc powieść silnie inspirował się dziełem Antoniego Langego Miranda. Dubowik z kolei zauważył podobieństwa między "tyradami Wielkiego Maga" a listem Bragmana z XVI-wiecznego dzieła Historia o żywocie Aleksandra Wielkiego.
Kamila Budrowska przytacza opinie recenzentów cenzorskich, którzy przypisują powieści „nieodpowiednie podłoże ideowe” i „całkowicie mętne idee społeczne” przy „skromnych walorach popularnonaukowych”. Zarzucają, że proponowany system społeczny może wywołać „zamęt w głowie młodego czytelnika i podać mu myśl, że rozwiązanie trapiących ludzkość zagadnień może nastąpić nie na drodze walki o sprawiedliwość społeczną, a przez jakieś mistyczne ulepszenie dusz” oraz „niewskazane kierowanie fantazji młodzieży w kierunku rojeń bezsensownych i całkowicie przeciwnych kierunkowi w jakim chcemy tę młodzież wychować”. Oprócz tego cenzorzy krytykują fascynację autora Stanami Zjednoczonymi: „Książka napisana w atmosferze uwielbienia dla Ameryki, milionerek i margrabiów wydaje się szkodliwą i nie powinna być wydrukowana” i „narzucający się czytelnikowi wniosek o niezwykle dogodnych warunkach rozwoju nauki i techniki w ustroju kapitalistycznym, co w obecnym okresie marszu do socjalizmu ma swoją szczególną wymowę”.
Książka była też opisana jako „głęboko krytykująca ziemskie stosunki”, „świadectwo porażki ideałów życiowych [i] załamania wiary w doskonalenie moralne człowieka”, „jedna z najostrzejszych antyutopii lat pięćdziesiątych”, „prymat duchowości nad materią” i widziana jako potępienie cywilizacji materialnej i promocję biernej kontemplacji i ascetyzmu.
Smuszkiewicz ocenia, że powieść „zamyka wczesny etap rozwoju” polskiej fantastyki naukowej.